# Cyrille Heymans

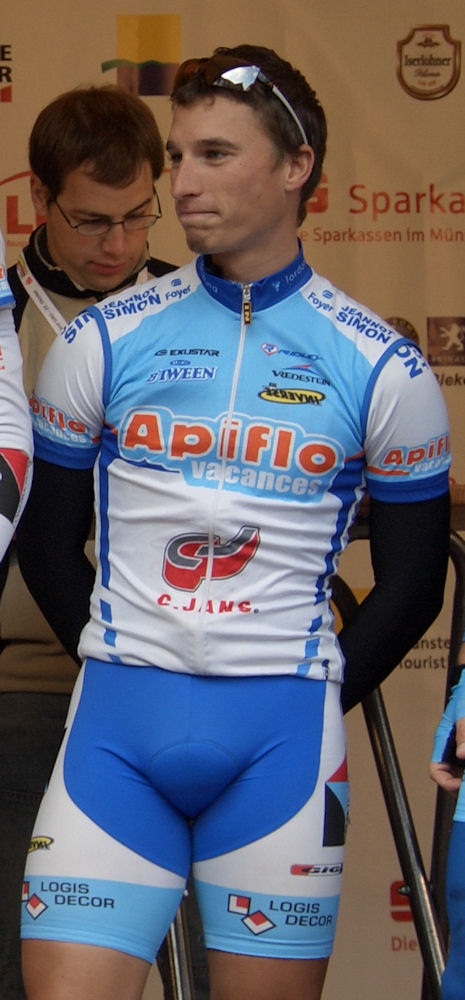
Cyrille Heymans

Cyrille Heymans (* 4. März 1986) ist ein luxemburgischer Radrennfahrer.
Cyrille Heymans wurde 2004 in Niederanven Zweiter der Luxemburger Juniorenmeisterschaft im Straßenrennen. In seinem ersten Jahr bei den Erwachsenen gewann er die Bronzemedaille im Einzelzeitfahren der Spiele der kleinen Staaten von Europa 2005 in Andorra.
Von 2007 bis 2011 fuhr Heymanns für verschiedene UCI Continental Teams und gewann in dieser Zeit die Luxemburgische U23-Meisterschaft im Straßenrennen. Bei Elitemeisterschaften wurde er 2009 Vierter im Einzelzeitfahren und 2010 Fünfter im Straßenrennen. Sein bestes Ergebnis bei einem internationalen Radrennen war ein zweiter Etappenplatz bei der Flèche du Sud 2009.
Nach Ablauf der Saison 2011 beendete Heymanns seine internationale Karriere.

## Erfolge
2008
- Luxemburgischer Meister – Straßenrennen (U23)

## Teams
- 2007 Pictoflex-Thompson-Hyundai
- 2008 Differdange-Apiflo Vacances
- 2009 Continental Team Differdange
- 2010 Continental Team Differdange
- 2011 Team Differdange-Magic-SportFood.de